# Stefan Matuszewski

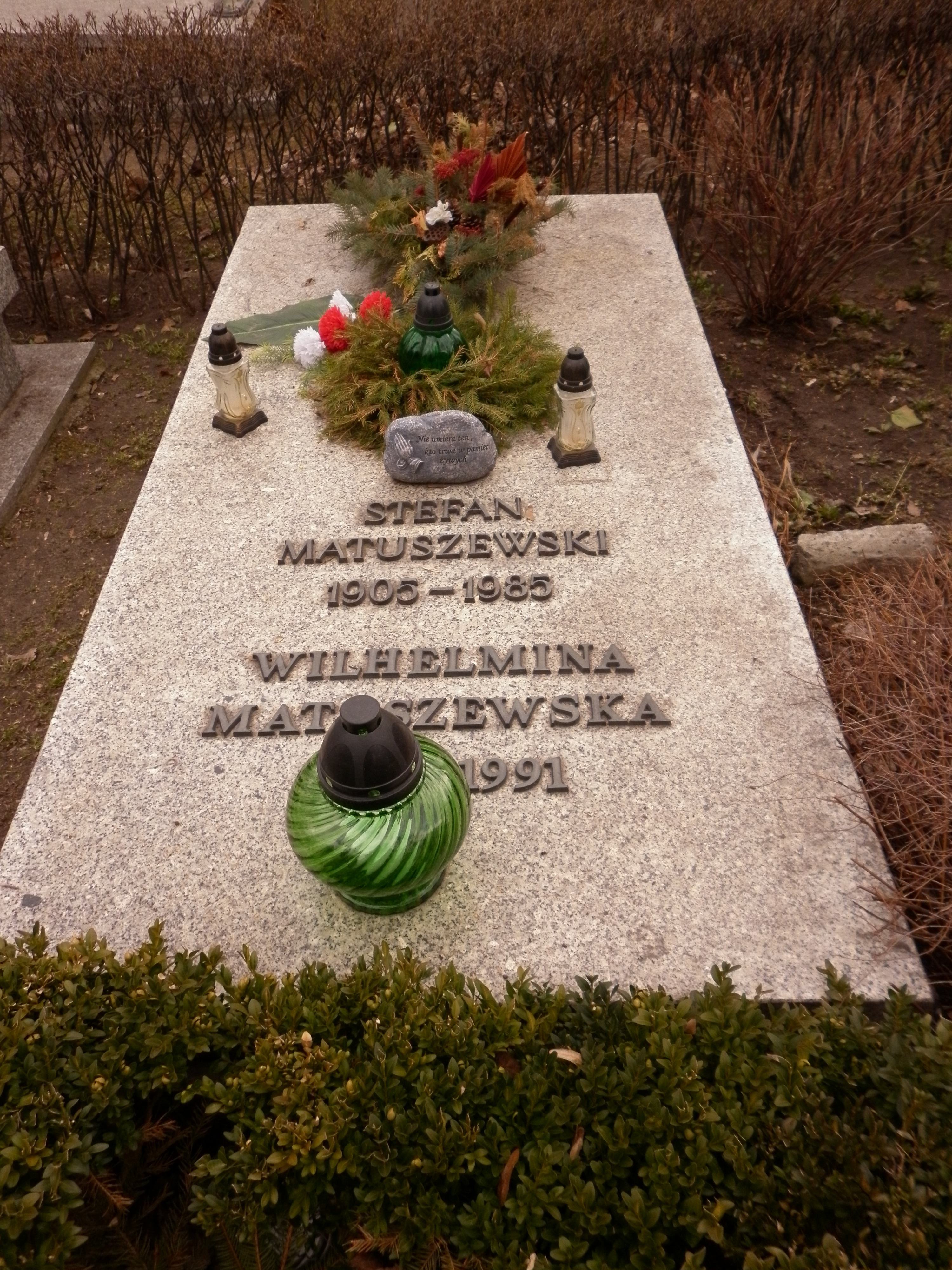
Nagrobek Stefana Matuszewskiego

Stefan Matuszewski (ur. 2 grudnia 1905 w Giżynie, zm. 21 marca 1985 w Warszawie) – polski pedagog i polityk, z wykształcenia teolog i filozof, członek prezydium Zarządu Głównego Towarzystwa Przyjaźni Polsko-Radzieckiej. Minister informacji i propagandy (1944–1946), członek Rady Państwa (1952–1957), poseł do Krajowej Rady Narodowej i na Sejm PRL I kadencji.

## Życiorys
Urodził się w chłopskiej rodzinie Józefa i Antoniny. Był jednym z członków założycieli Towarzystwa Miłośników Miasta Poznania. Ukończył studia na Wydziale Teologii Katolickiej Uniwersytetu Warszawskiego (1930) i przyjął święcenia kapłańskie; od 1931 do 1937 wikariusz i prefekt szkół w parafiach: Kamieńczyk, Rembertów, Skierniewice, Warszawa; w 1937 zrezygnował ze stanu duchownego i został członkiem Polskiej Partii Socjalistycznej, działał w środowiskach socjalistycznych oraz w Towarzystwie Uniwersytetu Robotniczego, był redaktorem „Chłopskiej Prawdy” i przewodniczącym komitetu dzielnicowego PPS Targówek. Podczas II wojny światowej przebywał w Związku Radzieckim, od 1939 do 1943 wykładał łacinę i grekę w Instytucie Medycznym w Donbasie, w latach 1943–1944 oficer w 1 Armii Wojska Polskiego. W 1944 należał do korpusu oficerów polityczno-wychowawczych 1 Dywizji Piechoty im. Tadeusza Kościuszki.
Członek władz „lubelskiej” PPS – w latach 1944–1946 i w 1948 członek Rady Naczelnej i Centralnego Komitetu Wykonawczego, w latach 1944–1945 sekretarz CKW, w 1945 sekretarz generalny CKW, w 1945 (w późniejszych miesiącach) wiceprzewodniczący CKW, w 1948 członek Komisji Politycznej CKW oraz przewodniczący Wojewódzkiego Komitetu PPS Warszawa-województwo. W 1944 (wrzesień-grudzień) zastępca kierownika Resortu Informacji i Propagandy Polskiego Komitetu Wyzwolenia Narodowego, w latach 1944–1946 minister informacji i propagandy. W 1948 był sekretarzem Komisji Centralnej Związków Zawodowych. Rzecznik połączenia PPS z Polską Partią Robotniczą na warunkach podyktowanych przez komunistów.
Od 1948 członek Polskiej Zjednoczonej Partii Robotniczej, w latach 1948–1954 członek Komitetu Centralnego i zastępca członka Biura Politycznego KC, w latach 1948–1949 I sekretarz Warszawskiego Komitetu Wojewódzkiego PZPR, a w latach 1952–1954 kierownik Wydziału Administracyjnego KC. W latach 1954–1959 członek Centralnej Komisji Rewizyjnej PZPR i jej przewodniczący w latach 1954–1958. Uważany za wpływową postać wśród „natolińczyków” podczas walki o władzę w kierownictwie PZPR w latach pięćdziesiątych.
W latach 1949–1952 pełnomocnik Rządu ds. walki z analfabetyzmem, w latach 1952–1957 był członkiem Rady Państwa. Od 1958 pracownik naukowo-dydaktyczny Uniwersytetu Warszawskiego. W latach 1944–1947 poseł do Krajowej Rady Narodowej, w latach 1952–1956 poseł na Sejm PRL I kadencji. W latach 1945–1953 przewodniczący Zarządu Głównego Towarzystwa Przyjaciół Żołnierza (następnie Liga Przyjaciół Żołnierza). W 1951 otrzymał Nagrodę Państwową III stopnia. 
Jego żoną była historyk Wilhelmina Matuszewska. Wraz z żoną i córką Joanną spoczywa w Alei Zasłużonych cmentarza Wojskowego na Powązkach (kwatera A31-tuje-2).

## Ordery i odznaczenia
Posiadał m.in. następujące odznaczenia:
- Order Sztandaru Pracy I klasy (dwukrotnie)
- Krzyż Komandorski z Gwiazdą Orderu Odrodznia Polski
- Order Krzyża Grunwaldu III klasy (19 lipca 1946)[11]
- Medal za Warszawę 1939–1945 (17 stycznia 1946)[12]
- Pamiątkowy Medal z okazji 40. rocznicy powstania Krajowej Rady Narodowej (1983)[13]